# Лос, Ян
Йоханнес (Ян) Лос (нидерл. Johannes "Jan" Los; 30 октября 1926, Амстердам — 7 ноября 1990, там же) — нидерландский футболист, игравший на позиции правого крайнего нападающего, выступал за команды «Спартан», «Аякс», «Де Волевейккерс» и «Алкмар ’54».

## Клубная карьера
Ян Лос начинал футбольную карьеру в клубе «Спартан», где также играл его старший брат Кес. В декабре 1948 года было объявлено о переходе Яна в «Аякс», тем не менее он перешёл в команду только летом 1949 года.
Дебютировал за «красно-белых» 9 октября в гостевом матче чемпионата против ЭДО. В той встрече Лос провёл на поле 23 минуты, после которых его заменили на Герарда Брёйнса. На выезде его команда одержала победу со счётом 1:2. Свой первый гол за «Аякс» крайний нападающий забил 18 декабря в ворота «Нептюнюса».
В том сезоне Ян сыграл в чемпионате 18 матчей и забил 3 гола. В следующем сезоне Лос не проходил в основной состав, проведя всего четыре матча в чемпионате. Свою последнюю игру в составе «красно-белых» он провёл 19 ноября 1950 года против клуба ДОС. В августе 1952 года Ян перешёл в клуб «Де Волевейккерс».
В сентябре 1954 года Лос заключил контракт с клубом «Алкмар ’54».

## Личная жизнь
Отец — Хендрик Якобюс Лос, мать — Мария Катарина Крамер. Родители были родом из Амстердама, они поженились в августе 1918 года — на момент женитьбы отец работал на барже. В их семье было ещё двое сыновей: Корнелис (Кес) и Якобюс. Отец умер в июле 1941 года, когда Яну было 14 лет.
Женился в возрасте двадцати шести лет — его супругой стала Дина Рикке. Их брак был зарегистрирован 16 июня 1953 года.
Умер 7 ноября 1990 года в Амстердаме в возрасте 64 лет. Похоронен на амстердамском кладбище Де Ньиве Остер.